# Čeněk Fousek
Čeněk Fousek (15. ledna 1894 Kutná Hora – 16. prosince 1983 Praha) byl český malíř žánrů, krajin, zátiší a pedagog.

## Život
Narodil se v rodině Jaroslava Fouska, oficiála kutnohorské spořitelny, a jeho manželky Justiny, rozené Starchové. Byl pokřtěn Jaroslav Čeněk.. Prastrýc Čeněk Fousek, po kterém dostal křestní jméno, byl jedním z deseti porotců, kteří u soudního přelíčení s Karlem Havlíčkem Borovským 12. listopadu 1851 v Kutné Hoře hlasovali jednohlasně pro jeho nevinu.
V letech 1923–1926 studoval malbu u prof. Karla Krattnera na Akademii výtvarných umění v Praze, ale studium nedokončil. Dekorativní malbu studoval na Uměleckoprůmyslové škole v Praze u prof. Bedřicha Wachsmanna mladšího (1871–1944), ale není evidován mezi absolventy. Přátelil se s Jaroslavem Horejcem, s nímž uspořádal dvě společné výstavy. Byl titulován „akademický malíř“.
Vyhledávány jsou jeho práce s tematikou figury v krajině nebo zátiší ze 30. let 20. století, která souzněla s pracemi jeho slavnějších současníků Vincence Beneše nebo Václava Špály.
Naposledy své dílo představil na 2. Pražském salónu v roce 1969. Svou uměleckou pozůstalost odkázal městu Kutná Hora.
Dne 27. dubna 1978 byl jmenován čestným občanem Kutné Hory. Zemřel krátce před svými 90. narozeninami tragicky doma na Vinohradech. Pohřben byl v Kutné Hoře.
Dílo (výběr)
- Žánry, například Ježíš při úplňku[5]
- Krajiny, často motivy z Kutnohorska a z Orlických hor
- Zátiší